# Мардзокко
Мардзокко, Марцокко (итал. Marzocco, тосканск. «Маленький Марс») — одна из самых известных работ итальянского скульптора Донателло и символ Флоренции. Мастер работал над ней в 1418—1420 годах.

## История статуи
В 1420 году, по заказу Флорентийской республики для апартаментов Папы Римского Мартина V в монастыре Санта-Мария-Новелла во Флоренции, Донателло изготовил статую Мардзокко — льва, охраняющего герб Флоренции — геральдический щит с лилией. Статуя была изготовлена из тосканского мелкозернистого серого песчаника и установлена на постаменте у лестницы, ведущей в папские покои.
В 1812 году статуя была перенесена в центр Флоренции на Площадь Синьории (итал. Piazza della Signoria). В настоящее время на площади установлена копия, оригинал с 1885 года экспонируется в Зале Донателло и скульптуры XV века Национального музея Барджелло.

## История символа
Первая статуя Мардзокко неизвестного авторства появилась во Флоренции ещё в конце XIV века, однако пришла в негодность по естественным причинам. Лев Мардзокко изначально символизировал силу, способную «покорить и волка и орла», символизирующих Сиену и Пизу, стратегических соперников Флоренции.
По одной из версий, имя Мардзокко связано с евангелистом Марком, являющимся покровителем Флоренции, по другой — с богом войны Марсом. Зодиакальным знаком льва управляет бог войны Марс, отсюда слово местного, тосканского диалекта «marziale» (воинственный). Статуя бога Марса находилась у въезда на Понте-Веккьо (Старый мост) через р. Арно. В 1333 году она погибла при наводнении. После этого жители города решили поставить на том же месте «Марса-охранителя». Со временем Мардзокко стал важным символом Флорентийской республики. Так, например, флорентийские войска, защищавшие город при осаде Флоренции в 1529—1530 годах, называли себя сынами Мардзокко (итал. marzoccheschi). По всему городу были установлены статуи и изображения Мардзокко, ставшие объектами почитания.

## Галерея

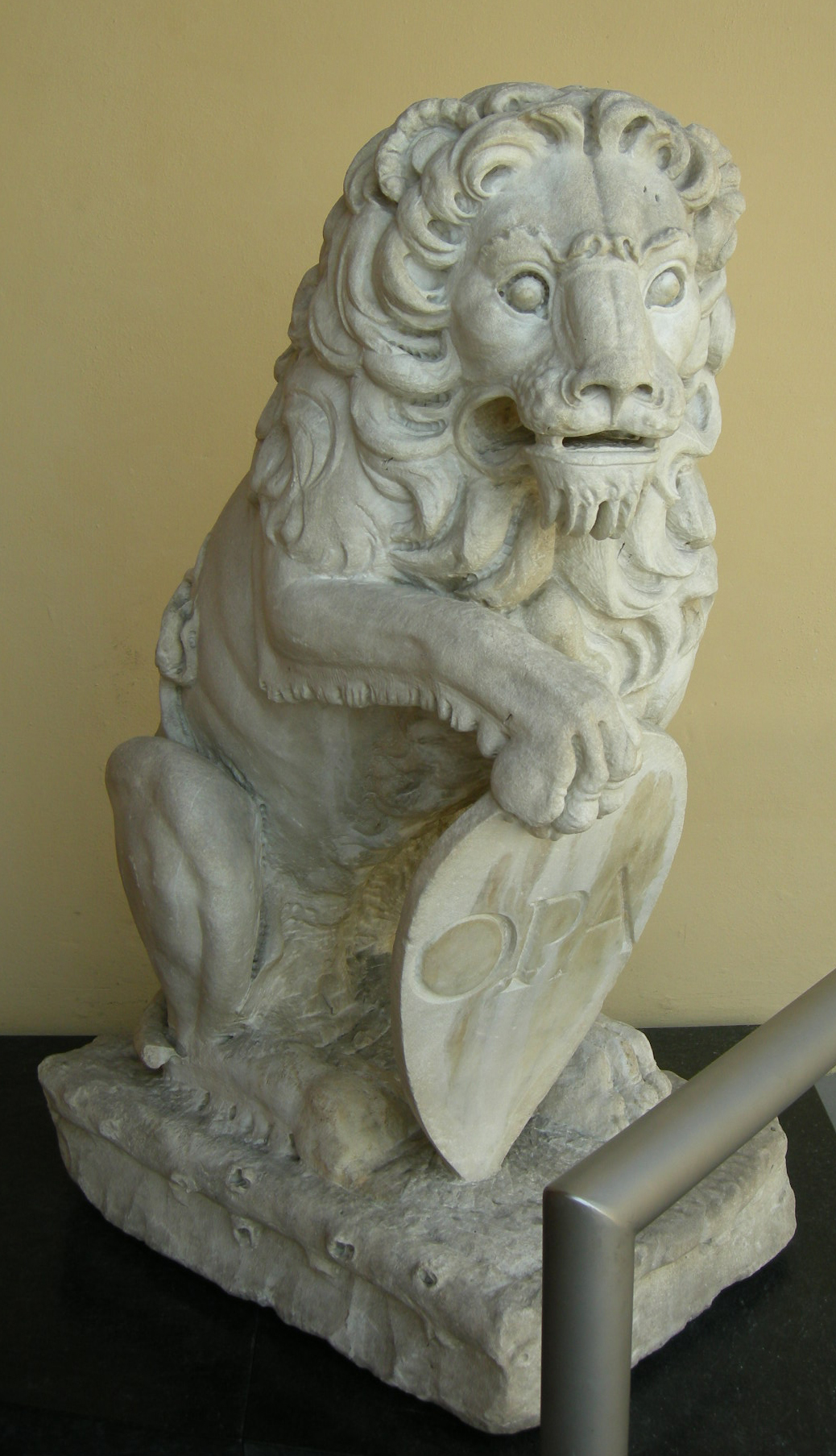
Мардзокко в Музее произведений искусства Собора во Флоренции
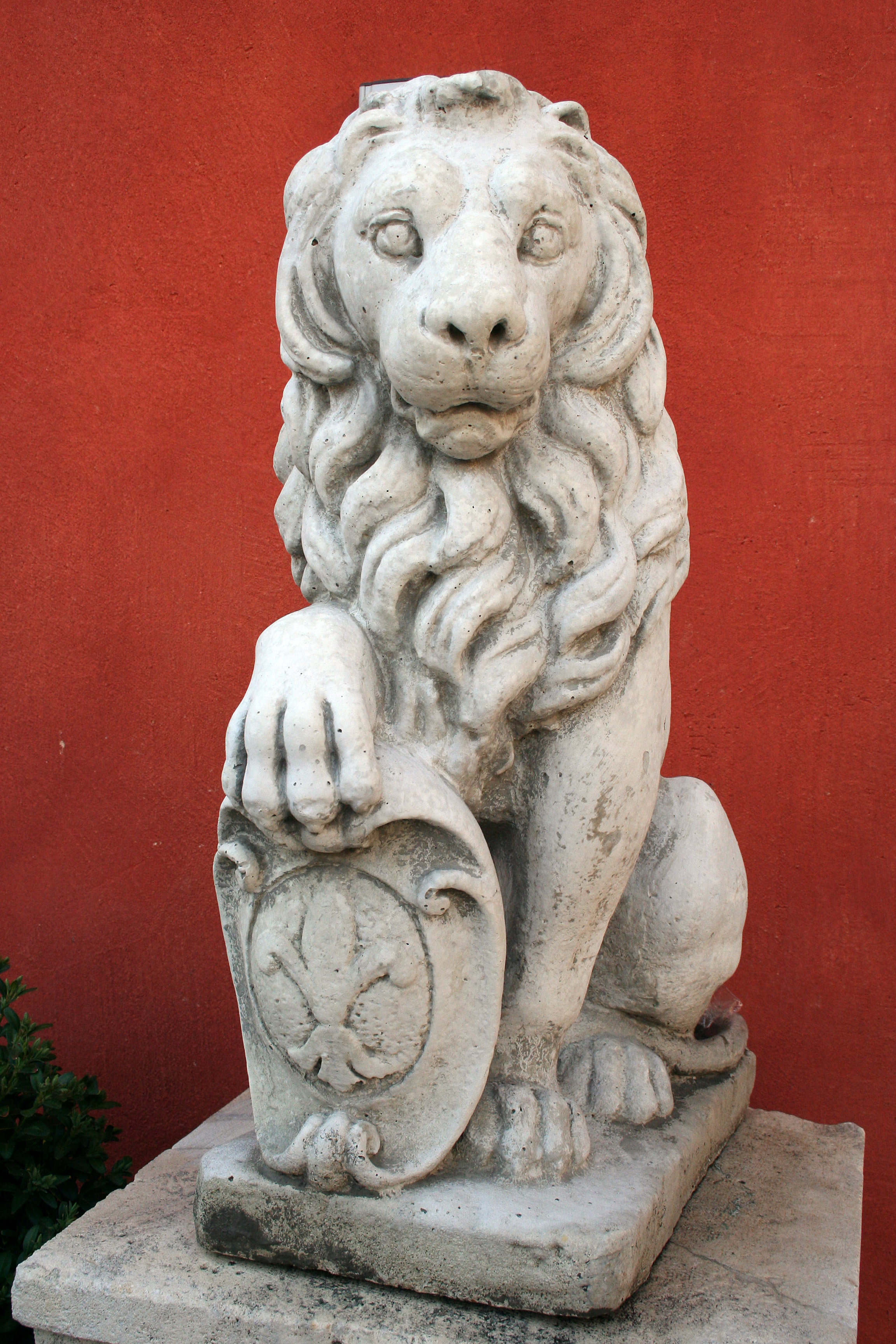
Мардзокко в Сан-Джованни-Вальдарно
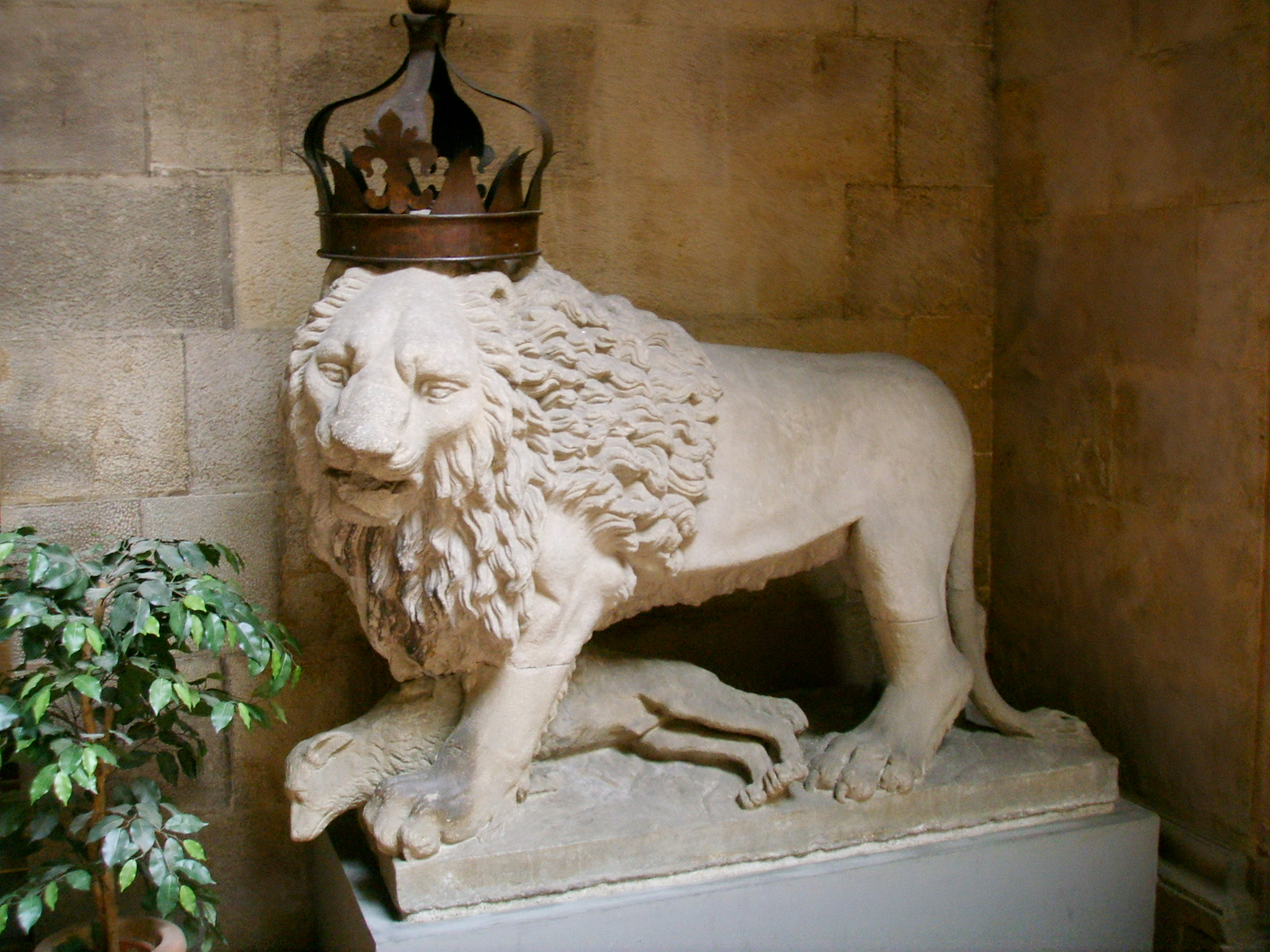
Мардзокко, убивающий сиенского волка
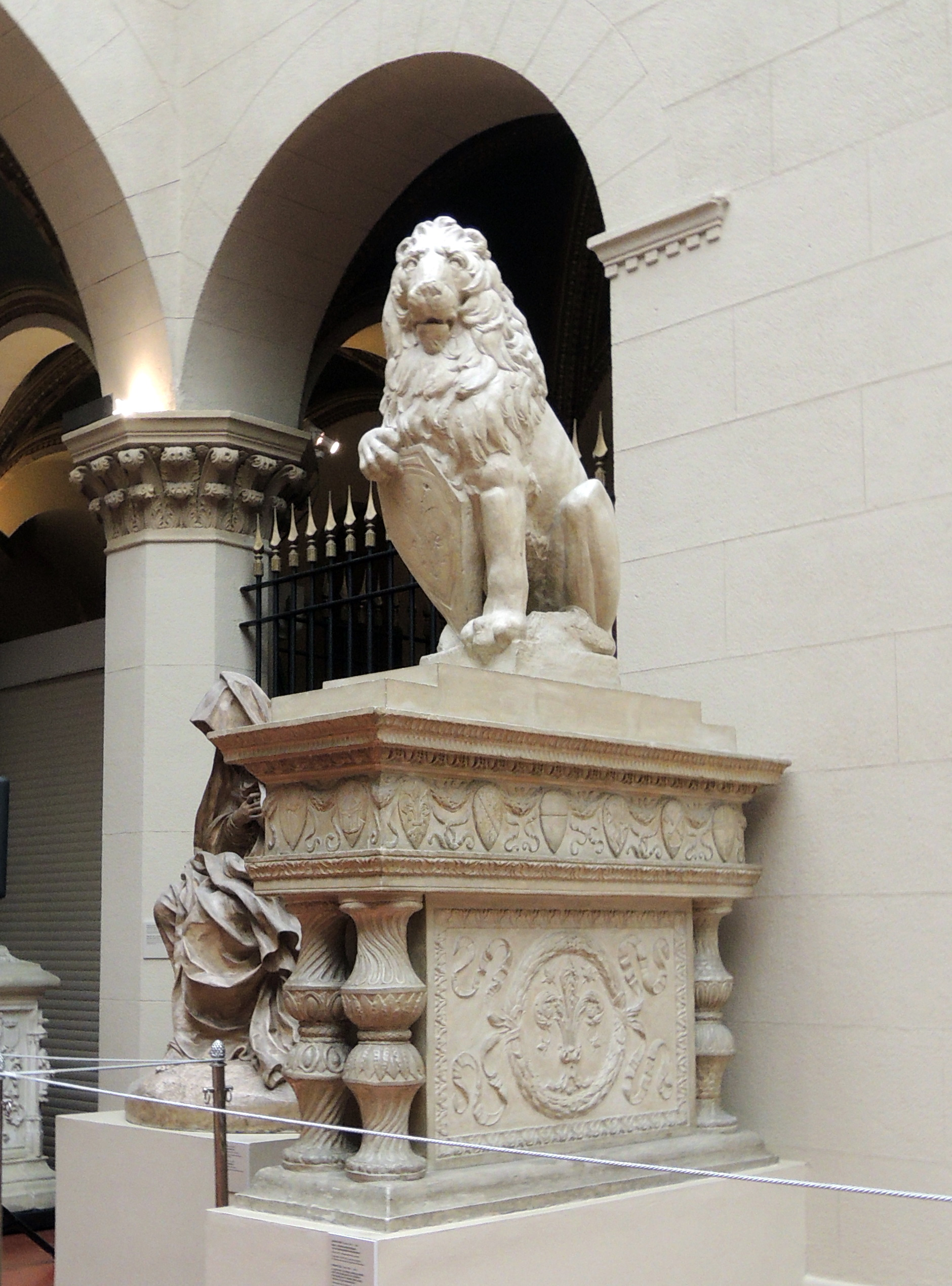
Гипсовый слепок скульптуры в Музее изобразительных искусств имени А. С. Пушкина в Москве
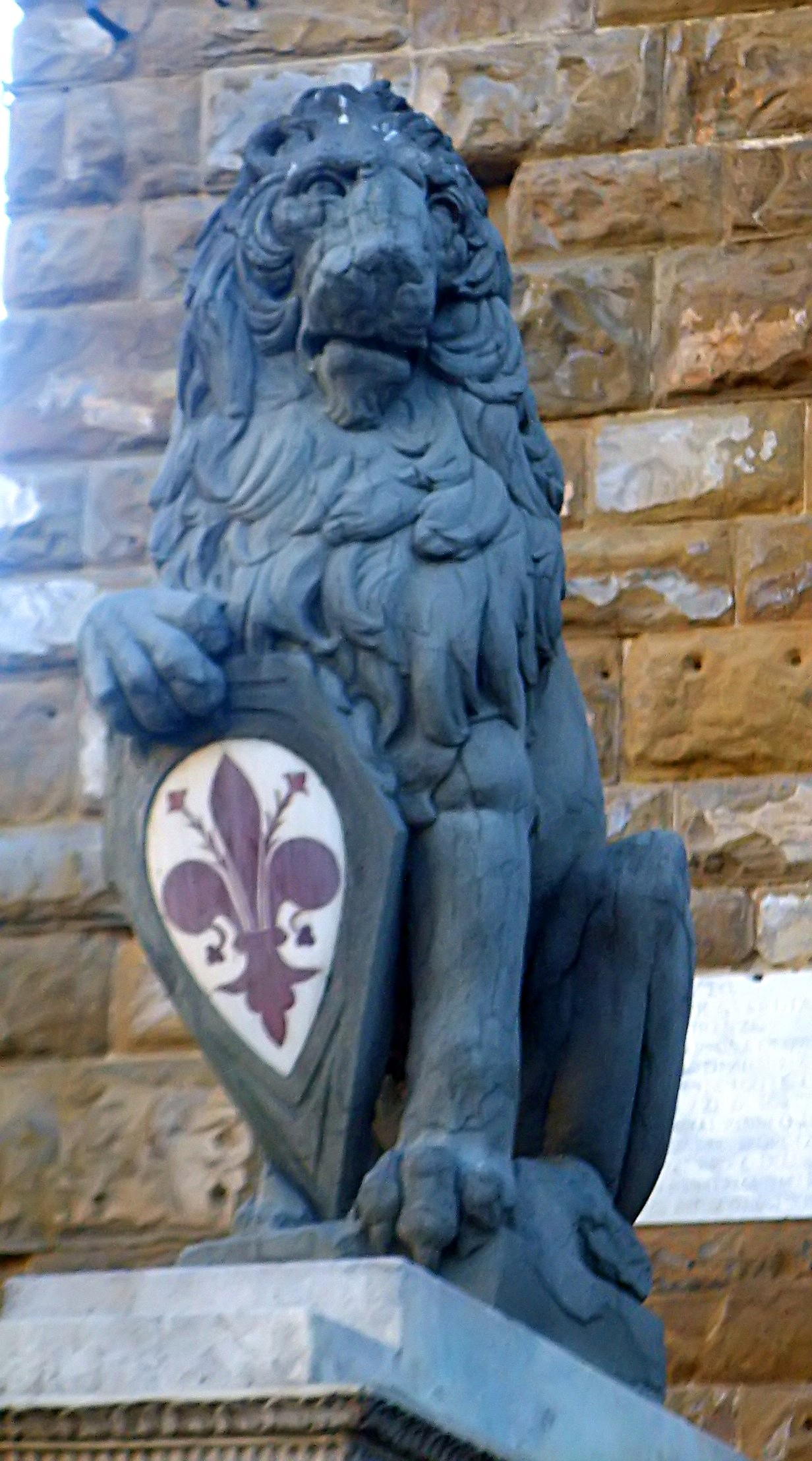
Копия скульптуры на Площади Синьории во Флоренции